# Clara d'Anduze
Clara d'Anduze, est une trobairitz de langue occitane, sans doute issue de la famille des seigneurs d'Anduze, dans le Gard, est née aux environs de l'an 1200. Elle était aimée du troubadour Huc ou Uc de Saint-Circ , amour partagé.

## Biographie
Son existence n'est pas assurée, elle se base sur la razo d'Uc de Saint-Circ qui la mentionne et un poème qui lui est attribué publié dans un manuscrit conservé à la Bibliothèque nationale de France (ms. C (BnF fr. 856)).
Lina Malbos (1977), correspondante de l'Académie de Nîmes, considérait, dans son étude sur la maison d'Anduze, que Clara pourrait être le surnom de Sybille, fille de Bernard [VII] d'Anduze et de son épouse Marquise, mariée à Raimond/Raymond Pelet, co-seigneur d'Alès.

## Œuvre
Il ne nous reste d'elle qu'un poème, adressé à son amant, :
En greu esmai
En greu esmai et en greu pessamen

an mes mon cor et en granda error

li lauzengier e.l  fals devinador,

abaissador de joi e de joven;

quar vos qu'ieu am mais que res qu'el mon sia

an fait de me departir e lonhar,

si qu'ieu no.us puesc vezer ni remirar,

don muer de dol, d'ira e de feunia.

Cel que.m blasma vostr' amor ni.m defen

non pot en far en re mon cor meillor,

ni.l  dous dezir qu'ieu ai de vos major

ni l'enveja ni.l dezir ni.l talen;

e non es om, tan mos enemics sia,

si.l n'aug dir ben, que non lo tenh' en car,

e, si 'n ditz mal, mais no.m pot dir ni far

neguna re que a plazer me sia.

Ja no.us donetz, bels amics, espaven

que ja ves vos aja cor trichador,

ni qu'ie.us camge per nul autr' amador

si.m pregavon d’autras donas un cen;

qu'amors que.m te per vos en sa bailia

vol que mon cor vos estui e vos gar,

e farai o; e s'ieu pogues emblar

mon cor, tals l'a que jamais non l'auria.

    

Amics, tan ai d'ira e de feunia

quar no vos vey, que quan ieu cug chantar,

planh e sospir, per qu'ieu non puesc so far

ab mas coblas que.l cors complir volria.

Traduction de Raoul Goût et André Berry :

« En grave émoi et grave inquiétude ils ont mis mon cœur et aussi en grande détresse les médisants et les espions menteurs qui rabaissent joie et jeunesse car pour vous que j'aime plus que tout au monde ils vous ont fait partir et vous éloigner de moi à tel point que si je ne puis vous voir ni vous regarder j'en meurs de douleur, de colère et de rancœur.
Ceux qui me blâment de mon amour pour vous ou veulent me l'interdire ne peuvent en rien rendre mon cœur meilleur ni faire croître encore mon doux désir de vous non plus que mon envie, mes désirs, mon attente et il n'y a pas un homme, fût il mon ennemi que je ne tienne en estime si je l'entends dire du bien de vous, mais s'il dit du mal, tout ce qu'il peut dire ou faire ne me sera jamais plaisir.
N'ayez pas de crainte, bel ami qu'envers vous je n'aie jamais le cœur trompeur ni ne vous délaisse pour quelque autre amoureux, même si cent dames m'en priaient, car mon amour pour vous me tient en sa possession, et veut que je vous consacre et vous garde mon cœur ainsi je ferai, et si je le pouvais être mon cœur, tel l'a qui jamais ne l'aurait.
Ami, j'éprouve tant de colère et de désespoir de ne pas vous voir que lorsque je pense chanter, je me plains et je soupire parce que je ne puis faire avec mes couplets ce que mon cœur voudrait accomplir. »

## Postérité
En grèu esmai a été repris par :
- Aiga Linda, album Barrutladas, interprété par Hervé Robert (chant, chifonie) et René Huré (clarinette).
- Duo Dedoceo, concert Le chemin de Regordane, interprété par Pascal Jaussaud (chant, vielle à roue) et Valère Kaletka (guitare électrique).
- À Anduze, un buste dans le parc des Cordeliers, porte son nom.
- Clara d'Anduze trobairitz Un spectacle du gargamelatheatre ; texte : Anne Clément ; mise en scène : Michel Froelhy
- Lettre à Clara d'Anduze par Lionel Bourg